# El licenciado Vidriera
El licenciado Vidriera és un dels relats que componen les Novelas ejemplares de Miguel de Cervantes Saavedra. Se sol classificar entre les novel·les realistes, centrada en la descripció de personatges i situacions versemblants.

## Argument
L'estudiant Tomás Rodaja se’n va a Salamanca a estudiar acompanyant un noble i allí es llicencia amb honors. Viatja per diverses ciutats d'Itàlia, però perd la raó a causa d'una poció d'amor que li han subministrat en secret i es pensa que té el cos de vidre i és molt i molt fràgil, de manera que s'obsessiona amb la por de trencar-se en mil trossos. No obstant això, la seva agudesa és sorprenent i tots el consulten a manera de conseller. Finalment recupera el senderi, però ja ningú el contracta ni el va a veure.

## Crítica
Emprant el seu breu argument com a marc, El licenciado Vidriera és una col·lecció d'aforismes i ensenyaments útils i morals, molt similar a les miscel·lànies pròpies del Segle d'Or, com la Silva de varia lección de Pero Mexía o el Jardín de flores curiosas d'Antonio de Torquemada, per exemple.
Pel seu plantejament argumental, El licenciado Vidriera té algunes semblances amb el Quixot: el personatge principal és un home discret i intel·ligent, que a causa d'una desmesurada lectura perd el seny i es converteix en un monomaníac: en el cas del Quixot, està convençut que és un cavaller errant; en el cas del llicenciat, creu haver-se tornat de vidre.
Tot i així, en la Novela ejemplar la bogeria del personatge no és sinó una excusa, amb prou feines desenrotllada, per a la presentació d'ensenyaments generals, mentre que la del Quixot es desenvolupa i es presenta amb infinitat de matisos al llarg de l'obra.

## Curiositats
Licenciado vidriera està recollit en el Diccionario de la Reial Acadèmia Española com una "persona excesivamente delicada y tímida".